# Alex Rocco
Alessandro Federico Petricone Junior, ou Alex Rocco (Cambridge, 29 de fevereiro de 1936 – Studio City, 18 de julho de 2015) foi um ator estadunidense.

## Biografia
Iniciou a carreira da década de 1960 fazendo filmes como Motorpsycho, The St. Valentine's Day Massacre, The Boston Strangler, The Godfather, entre muitos outros.
Também trabalhou em séries da televisão, como Batman, Starsky & Hutch, CHiPs, Plantão Médico, entre outros.